# Zorzines
Zorzines là một chi bướm đêm thuộc họ Erebidae.

## Loài
- Zorzines plumula Druce, 1891